# Gens Valeria

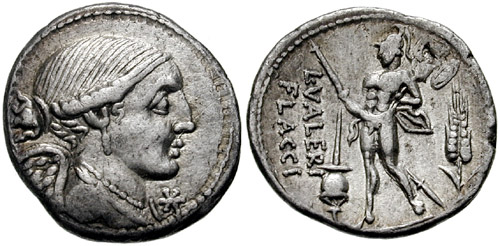
Denarius van Lucius Valerius Flaccus, consul in 100 v.Chr. en later magister equitum van de dictator Sulla

De gens Valeria, ook Valerianen genoemd, was een gens uit het oude Rome waarvan het nomen gentile Valerius of Valeria (voor vrouwen) was. 
Ze waren de afstammelingen van Publius Valerius Publicola en een van de oudste families van de stad (gentes maiores). Zij waren de enige Romeinse familie die zich binnen de muren van Rome mocht laten begraven.  

## Herkomst
Het oeroude patricische geslacht zou onder de Sabijnse koning Titus Tatius in zwang gekomen zijn. De naam, afgeleid van de oude voornaam Valesus/Valerus (varianten zijn ontstaan door rotacisme), luidde oorspronkelijk Valesios. In 312 v.Chr. voerde de censor Appius Claudius de nieuwe schrijfwijze Valerius in. Aangezien de naam in de klassieke oudheid (etymologisch correct) van valere (Latijn: sterk zijn), afgeleid is, gold hij in het met name op militair gebied als een bijzonder goed voorteken. De literaire overlevering over de geschiedenis van de familie, die door de annalist Valerius Antias waarschijnlijk sterk opgesierd is, toont het beeld van een, in tegenstelling tot de spreekwoordelijke Hoogmoed van de Claudii, "volksvriendelijk" houding van de eerste Valerii, waarvoor bijvoorbeeld het aansprekende cognomen Poblicola en de invoering en vernieuwing van de wetten aangaande de provocatio (vorm van zelfmoord door middel van een ander) door Valerii blijk geven.
Het paleis van de Valerii lag tot in de late keizertijd op de Caelius. Bewijzen zijn gevonden voor een sella curulis in het Circus Maximus, alsook van vroeger uit een huis en een later niet meer gebruikte begraafplaats op de Velia heuvel in Rome, waar zich een familiemonument met inscripties bevindt.

## Cognominavan de Gens Valeria
De familie verdeelde zich reeds in de 5e eeuw v.Chr. in de Maximi en de Poblicolae. In de 3e eeuw v.Chr. werd het cognomen Poblicola door Flaccus en Laevinus, en Maximus door Messala ingewisseld. De belangrijkste tak vormde sinds dan de Flacci, die vanaf Valerius Flaccus zes generaties van consuls leverde. De lijn van de Messalae zette zich tot ver in de 1e eeuw door.
Een andere consul, Aradius Valerius Proculus (340), gold als nakomeling van de republikeinse Valerii.
De plebeïsche tak van de familie bestond uit de Tappones en de Triarii.

## Bekende leden

### Poblicolae
- P. Valerius Poplicola, consul 509 v.Chr., 508 v.Chr., 507 v.Chr., 504 v.Chr.
- P. Valerius Poplicola, consul 475 v.Chr., 460 v.Chr.
- L. Valerius L.f. Poplicola, tribuun 394 v.Chr., 389 v.Chr., 387 v.Chr. , 383 v.Chr., 380 v.Chr.
- P. Valerius Potitus Poplicola, tribuun 386 v.Chr., 380 v.Chr., 377 v.Chr. , 370 v.Chr., 367 v.Chr.
- M. Valerius L.f. Poplicola, consul 355 v.Chr., 353 v.Chr.
- P. Valerius P.f. Poplicola, 352 v.Chr.

### Volusi en Potiti
- M. Valerius Volusi f. (Volusus?), consul 505 v.Chr.
- L. Valerius Potitus, consul 483 v.Chr., 470 v.Chr.
- L. Valerius Poplicola Potitus, consul 449 v.Chr.
- C. Valerius Potitus Volusus, consul 410 v.Chr.; tribuun 415 v.Chr.
- L. Valerius Potitus, consul 393 v.Chr., 392 v.Chr.; tribuun 414 v.Chr.
- C. Valerius Potitus, consul 331 v.Chr.
- M. Valerius Maximus Corvinus, consul 312 v.Chr., censor 307 v.Chr.
- M. Valerius Maximus Corvinus, consul 289 v.Chr.
- M. Valerius Maximus (Potitus?), consul 286 v.Chr.
- M. Valerius Maximus Messala, consul 226 v.Chr.

### Maximi
- M. Valerius Maximus Lactuca, consul 456 v.Chr.
- M'. Valerius Maximus Messalla, consul 263 v.Chr.
- Valerius Maximus, geschiedschrijver 1e eeuw
- L. Valerius Maximus, consul 233
- Valerius Maximus, consul 253
- L. Valerius Maximus, consul 256

### Laevini
- P. Valerius Laevinus, consul in 280 v.Chr.
- M. Valerius Laevinus, consul in 220 v.Chr. en 210 v.Chr.
- C. Valerius Laevinus, consul in 176 v.Chr.

### Faltones
- Q. Valerius Falto, consul 239 v.Chr.
- P. Valerius Falto, consul 238 v.Chr.

### Flacci
- P. Valerius Flaccus, consul 227 v.Chr.
- C. Valerius Flaccus, consul 93 v.Chr.
  - Lucius Valerius Flaccus (consul in 261 v.Chr.)
- Lucius Valerius Flaccus (consul in 195 v.Chr.)
- Lucius Valerius Flaccus (consul in 152 v.Chr.)
- Lucius Valerius Flaccus (consul in 131 v.Chr.)
- Lucius Valerius Flaccus (consul in 100 v.Chr.)
- Lucius Valerius Flaccus (consul in 86 v.Chr.)
- Lucius Valerius Flaccus (praetor in 63 v.Chr.)
- Valerius Flaccus, dichter 1e eeuw

### Messalae
- M. Valerius Messalla, consul 188 v.Chr.
- M. Valerius Messalla, consul 166 v.Chr.
- Valerius Aedituus, dichter rond 100 v.Chr.
- M. Valerius Messalla Niger, consul 61 v.Chr.
- M. Valerius Messalla Rufus, consul 53 v.Chr.
- M. Valerius Messalla Corvinus, consul 31 v.Chr.
- M. Valerius Messalla Barbatus, getrouwd met Antonia Major (consul 12 v.Chr.)
- M. Valerius Messalla Messallinus, consul 3 v.Chr.
- L. Valerius Messalla Volesus, consul 5
- M. Valerius Messalla Messallinus, consul 20
- M. Valerius Messalla Corvinus, consul 58
- L. Valerius Messalla Thrasea Priscus, consul 196
- L. Valerius Messalla, consul 214

### Andere
- M. Valerius Corvus, consul 348 v.Chr., 346 v.Chr., 343 v.Chr., 335 v.Chr., 300 v.Chr., 299 v.Chr., dictator 342 v.Chr., 301 v.Chr.
- Valerius Antias, kroniekschrijver 1e eeuw v.Chr.
- Q. Valerius Soranus, volkstribuun 82 v.Chr.
- Quintus Valerius Orca, proconsul van Africa in 56 v.Chr.
- P. Valerius Cato, geleerde, dichter 1e eeuw v.Chr.
- D. Valerius Asiaticus, consul 35 en46
- M. Valerius Martialis, dichter 1e eeuw
- C. Calpetanus Rantius Quirinalis Valerius Festus, consul 71
- L. Valerius Licinianus, jurist 1e eeuw
- Valerius Probus, grammaticus 1e eeuw
- M. Valerius Bradua Mauricus, consul 191
- P. Valerius Comazon Eutychianus, consul 220
- Imp. Caesar C. Aurelius Valerius Diocletianus Augustus (Diocletianus), keizer
- Imp. Caesar M. Aurelius Valerius Maximianus Augustus (Maximianus), keizer
- C. Galerius Valerius Maximianus Caesar (Galerius), keizer
- Flavius Valerius Constantinus Caesar (Constantius Chlorus), keizer
- Flavius Valerius Severus, keizer 306
- M. Aurelius Valerius Maxentius (Maxentius), keizer 306–312
- M. Valerius Romulus, consul 308, 309
- Flavius Julius Valerius Crispus, keizer
- Flavius Valerius Licinianus Licinius (Licinius), keizer
- Imp. Caesar Flavius Valerius Constantinus Augustus (Constantijn I), keizer
- Imp. Caesar Galerius Valerius Maximinus Augustus (Maximinus Daia), keizer
- Julius Valerius Alexander Polemius, geleerde 4e eeuw
- Julius Valerius Majorianus (Majorianus), keizer 457–461

Tot de familie behoorde ook Valeria Messalina, derde vrouw van keizer Claudius.